# Kanélovskaia
Kanélovskaia - Канеловская (rus) és una stanitsa del krai de Krasnodar, a Rússia. Es troba a la vora dreta del riu Ieia, a la frontera septentrional del territori amb l'óblast de Rostov, a 11 km a l'est de Staromínskaia i a 169 km al nord de Krasnodar.
Pertanyen a aquesta stanitsa el khútor de Ieiski, el poble de Pervomàiskoie i el possiólok d'Orlovo-Kubanski.